# Haleave, Ciornuhî
Haleave (în ucraineană Галяве) este un sat în comuna Kizlivka din raionul Ciornuhî, regiunea Poltava, Ucraina.

## Demografie
Componența lingvistică a localității Haleave
     Ucraineană (98,01%)
     Alte limbi (1,8%)
Conform recensământului din 2001, majoritatea populației localității Haleave era vorbitoare de ucraineană (98,01%), existând în minoritate și vorbitori de alte limbi.